# Hypocrites imperialis
Hypocrites imperialis är en skalbaggsart. Hypocrites imperialis ingår i släktet Hypocrites och familjen långhorningar.

## Underarter
Arten delas in i följande underarter:
- H. i. imperialis
- H. i. regalis